# Мажитов, Нияз Абдулхакович
Ния́з Абдулха́кович Мажи́тов (баш. Нияз Абдулхаҡ улы Мәғжәтов; 20 августа 1933, д. Тугай Гафурийского р-на БАССР — 11 октября 2015) — советский и российский археолог, академик Академии наук Республики Башкортостан, вице-президент Академии наук Республики Башкортостан (2006—2012), профессор Башкирского государственного университета (ныне Уфимский университет науки и технологий).
Кавалер ордена Салавата Юлаева.

## Биография
Родился в деревне Тугаево Саитбабинского сельского совета Гафурийского района БАССР. Отец — сельский учитель, мать — крестьянка. Учился в башкирской республиканской школе-интернате (ныне республиканская гимназия-интернат № 1 им. Рами Гарипова).
В 1956 году окончил Пермский государственный университет. В 1963 году защитил кандидатскую, в 1988 году — докторскую диссертации по специальности «Археология».
Работал младшим (с 1956 г.), старшим (с 1964 г.) научным сотрудником, заведующим сектором археологии и этнографии (с 1968 г.) Института истории, языка и литературы Башкирского филиала АН СССР; доцент (с 1979 г.).
Доктор исторических наук (1989), профессор (1990). Работал заведующим сектором археологии и этнографии ИИЯЛ БФ АН СССР с 1956 года по 1979 год. С 1979 года работал в Башкирском государственном университете (ныне Уфимский университет науки и технологий), с 1991 года заведовал кафедрой археологии, древней и средневековой истории. Член-корреспондент Академии наук Республики Башкортостан с 1992 года. С 2012 года — заместитель директора по научной работе Республиканского историко-культурного музея-заповедника «Древняя Уфа».
Вице-президент Академии наук Республики Башкортостан с 2006 года, академик-секретарь Отделения социальных и гуманитарных наук Академии наук Республики Башкортостан с 2006 года.

### Политическая деятельность
Председатель Всемирного курултая башкир (1995—2002), Ассамблеи народов Башкортостана (2000—2009), член Общественного совета при Президенте Республики Башкортостан (2003—2005).

## Научная деятельность
Основные направления научных исследований связаны с разработкой проблем железного века и средневековья Южного Урала.
Как археолог, открыл и исследовал массовые археологические памятники средневековья Южного Урала. Внес вклад в разработку классификации, периодизации памятников железного века Урало-Поволжья, этнокультурной и социально-экономической истории народов степной Евразии, включая и башкир. Являлся участником археологических экспедиций с 1957 по 2006 год как научный сотрудник и начальник отряда. Основные исследованные в экспедициях памятники: Бирский могильник (Бирский район), Турбаслинские курганы (г. Уфа), городище Уфа-II (г. Уфа).
Выдвинул и отстаивал гипотезу об автохтонном происхождении и развитии башкир, связывая возникновение кушнаренковской, караякуповской, турбаслинской, бахмутинской и других археологических культур с процессами становления древнебашкирского этноса.
На 1-м Всемирном курултае башкир (июнь 1995) избран Председателем его исполкома.

### Основные работы
Автор около 300 научных публикаций, в том числе 12 монографий.
- Бахмутинская культура. М., 1969.
- Тайны древнего Урала. Уфа, 1973.
- Южный Урал в VII—XIV вв. М., 1977.
- Курганы Южного Урала в VIII—XII вв. М., 1981.
- Южный Урал в VII—XIV вв. М.: Наука, 1977.
- Курганы Южного Урала в VIII—XII вв. М.: Наука, 1981.
- Археология СССР. Степи Евразии в эпоху средневековья. М.: Наука, 1981 (соавтор).
- История Башкортостана с древнейших времен до XVI в. Уфа, Китап, 1994. (в соавторстве с А. Н. Султановой)

## Память
- Мемориальная доска в Уфе (2023) — памятная доска на стене дома, где долгое время жил и работал учёный Н. А. Мажитов[3].